# Stralenkrans (astronomie)

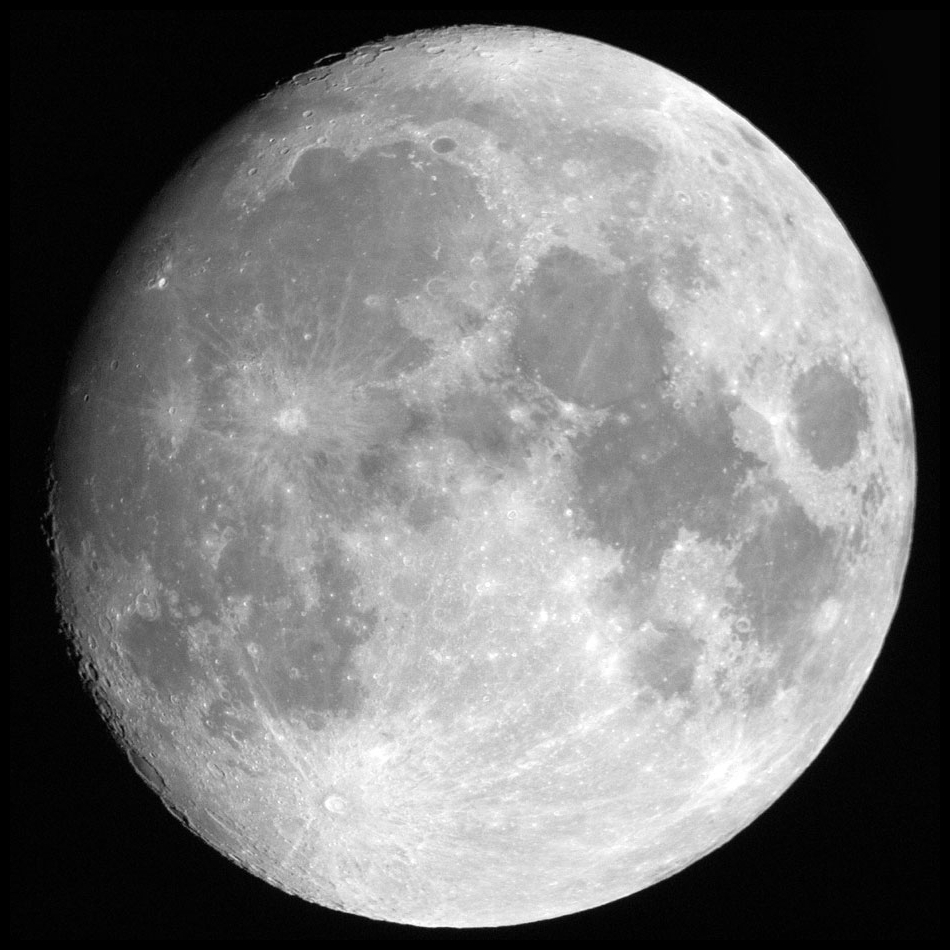
Rond volle maan zijn de stralenkransen rond de kraters Copernicus (linksmidden) en Tycho (onder) goed te zien

Een stralenkrans vormt zich bij het ontstaan van een inslagkrater op een planetair hemellichaam zonder atmosfeer wanneer er materiaal vanuit het inslagpunt radiaal over het oppervlak van het hemellichaam wordt verspreid. Vooral indien dit materiaal een hoger albedo heeft dan het omringende landschap zijn deze stralenkransen goed zichtbaar als lichte lijnen. Soms kan het uitgestoten materiaal ook een lager albedo hebben, en dan vormen zich donker gekleurde stralen, zoals rond de maankrater Dionysius aan de westelijke "kustlijn" van Mare Tranquillitatis.
Stralenkransen kunnen astronomen helpen bij het vaststellen van de leeftijd van de kraters van waaruit zij ontspringen. Dit kan zijn doordat (een deel van) de stralenkrans is overspoeld door relatief nieuw gevormde lava of door erosie door de inslagen van micrometeorieten op het hemellichaam.
Het ware karakter van de stralenkransen werd pas in de jaren 60 van de 20e eeuw door Eugene Shoemaker onderkend. Daarvoor liepen de theorieën over hun ontstaan uiteen van zoutvorming tot neergeslagen vulkanische assen.
Stralenkransen zijn waargenomen op onder andere Mercurius en verscheidene planetaire satellieten in het Zonnestelsel. De bekendste zijn te vinden op de Maan, onder andere rond de kraters Copernicus en Tycho.